# Газопереробний завод Капуні
Газопереробний завод Капуні — інфраструктурний об'єкт газової промисловості на Північному острові Нової Зеландії.
Завод спорудили в межах проект розробки газоконденсатного родовища Капуні, регулярні поставки продукції з якого стартували в 1970 році. Схема облаштування родовища передбачала первинне відділення конденсату від газу ще на майданчиках свердловин, після чого по системі внутрішньопромислових трубопроводів ці продукти надходили на установку підготовки. Остання передусім проводила стабілізацію конденстату перед видачею його по конденсатопроводу Капуні – Нью-Плімут.
Газ відправляли на розташований біч-о-біч з установкою підготовки газопереробний завод. Продукція Капуні вирізнялась дуже високим – 43% – 45% – вмістом діоксиду вуглецю, а тому завод мав три лінії з вилучення цього газу. Також технологічний процес передбачав осушку, а в 1973-му комплекс доповнили установкою вилучення зрідженого нафтового газу (пропан-бутанова фракція). Щодобово завод може приймати еквівалент 75 тераджоулей на добу (2 млн м3 газу стандартної теплотворної здатності), при цьому при подачі ресурсу з меншим вмістом діоксиду вуглецю пропускна здатність збільшується.
Видачу товарного газу організували по газопроводах Капуні – Папакура та Капуні – Тава. Невдовзі до них приєднався Капуні – Нью-Плімут, втім, наприкінці 1970-х почалась розробка найбільшого в історії Нової Зеландії газового родовища Мауї і в якийсь момент частину його продукції спрямували по реверсованому Капуні – Нью-Плімут. З 1982-го великим споживачем газу став зведений поруч з ГПЗ завод азотних добрив, який також споживав частину вилученого діоксиду вуглецю для продукування карбаміду.
В середині 1980-х запустили нову установку кондиціювання у складі двох ліній, що могли так само приймати еквівалент 75 тераджоулей на добу, проте здійснювали лише осушку та вилучення зрідженого нафтового газу, що зменшувало об’єм на 12%. Далі отриманий ресурс з вмістом діоксиду вуглецю на рівні 43% відправляли по трубопроводу Капуні – Мотунуї/Вайтара на заводи з виробництва метанолу. В 2005-му установку кондиціювання законсервували через зменшення видобутку газу.
Ще одним елементом комплексу є установка фракціонування зрідженого нафтового газу продуктивністю 90 тисяч тонн на рік.
Також можливо відзначити, що ще в 1980-му організували виробництво очищеного та зірдженого діоксиду вуглецю, що потрібен передусім харчовій промисловості. Станом на першу половину 2020-х завод міг випускати 2 тисячі тонн цього продукту на місяць.
В 1998-му комплекс отримав власну теплоелектроцентраль електричною потужністю 25 МВт.
Заводом володіла National Gas Company, що в 2006 році змінила найменування на Vector Limited. В 2020-му майданчик придбала Todd Petroleum Mining Company.